# Rai-Breitenbach

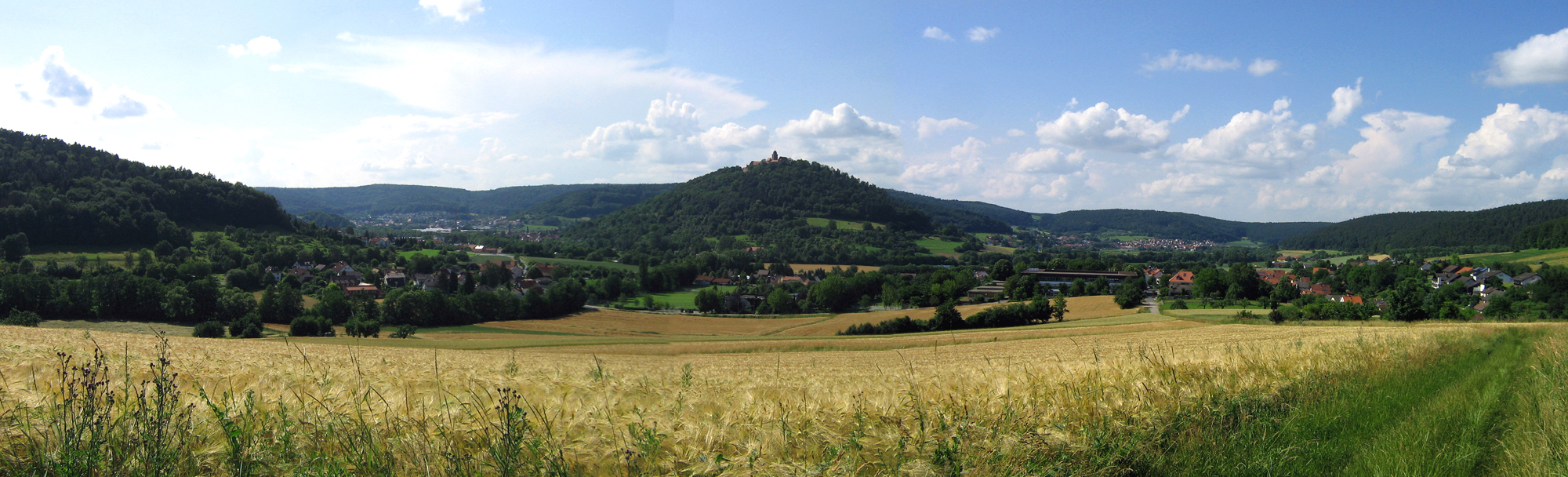
Panorama Rai-Breitenbachs; aufgenommen am südlichen Waldrand

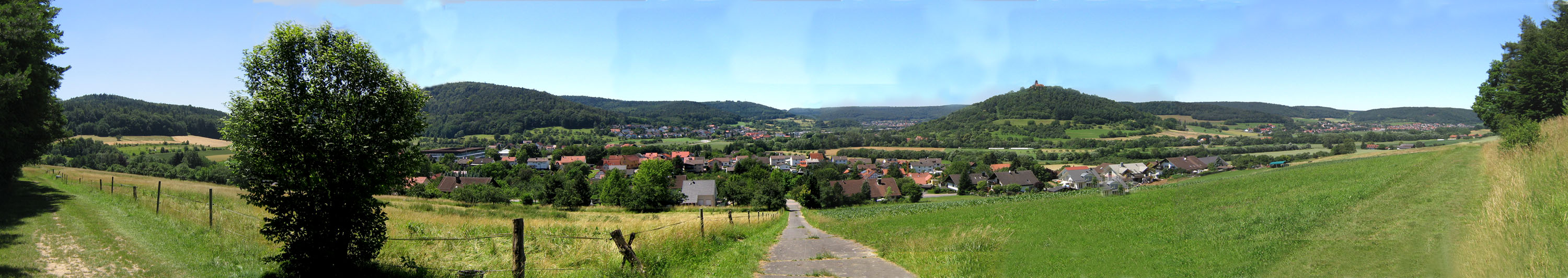
Panorama Rai-Breitenbachs; aufgenommen am östlichen Waldrand

Rai-Breitenbach (odenwälderisch Rawisch) ist mit etwa 900 Einwohnern einer der kleineren Stadtteile von Breuberg im Odenwaldkreis in Hessen, hat jedoch mit Abstand die größte Gemarkung.

## Geographische Lage
Dort, wo der Raibach und der Breitenbach, ein rechter südlicher Zufluss der Mümling, in die Mümlingniederung eintreten, liegt die Ortschaft Rai-Breitenbach, der Burg Breuberg gegenüber. Die Ortskerne der beiden zusammengewachsenen Teilorte Raibach im Osten und Breitenbach im Westen liegen nur etwa 500 Meter voneinander entfernt.

## Geschichte
Rai-Breitenbach entstand im Jahr 1858 durch Zusammenschluss der Dörfer Raibach und Breitenbach zu einer Gemeinde. Es gehörte zum Gerichtsbezirk des Landgerichts Höchst, nach der Reichsjustizreform von 1877 ab 1879 zu dem des Amtsgerichts Höchst im Odenwald.
Am 1. April 1950 vergrößerte sich die Gemeinde durch Eingliederung des Weilers Mühlhausen, der im Tal des Breitenbachs liegt.
Raibach wurde bereits im Jahre 798 im Zusammenhang mit einer Schenkung an das Kloster Lorsch urkundlich erwähnt. Die Kirche des Stadtteils Rai-Breitenbach dürfte aus der Zeit um die Jahrtausendwende stammen und somit das älteste erhaltene Gotteshaus in der Stadt Breuberg sein. Sehenswert sind die im Chorraum der Kirche befindlichen Fresken aus dem Jahre 1498. Beide Orte gehörten bis 1806 zur Herrschaft Breuberg.
Südlich vom Ort, in einem Seitental der Mümling, direkt am Breitenbach an der Straße nach Lützel-Wiebelsbach gelegen, befinden sich die Reste eines Festen Hauses, dem Mühlhäuser Schlößchen, aus dem 14. Jahrhundert.
Aus Rai-Breitenbach stammt einer der wenigen vermutlich keltischen Funde der Region, das sogenannte Raibacher Bild. Es wurde 1919 am Obersberg südlich des Ortes entdeckt.
Am 31. Dezember 1970 erfolgte im Zuge der Gebietsreform in Hessen die freiwillige Eingliederung von Rai-Breitenbach in die Stadt Neustadt, die ihrerseits am 1. Oktober 1971 in der neuen Stadt Breuberg aufging. Für Rai-Breitenbach wurde wie für jeden Stadtteil der neugeschaffenen Kommune ein Ortsbezirk gebildet mit Ortsbeirat und Ortsvorsteher.

## Wappen
Blasonierung: „Geteilter Schild, oben in Schwarz ein wachsender rot bewehrter silberner Löwe, unten in Silber ein blauer Wellenbalken.“
Das Recht zur Führung eines Wappens wurde der damaligen Gemeinde Rai-Breitenbach im Landkreis Erbach am 30. November 1949 durch den Hessischen Innenminister verliehen und vom Ortsbeirat im Anschluss an die Verleihung übernommen. Gestaltet wurde es durch den Darmstädter Heraldiker Georg Massoth.
Die beiden Teile des Wappens symbolisieren die beiden Ortsteile Rai-Breitenbachs. Der Löwe in der oberen Wappenhälfte stammt aus dem Wappen der Clebitz von Nalsbach, den ältesten bekannten Patronen der Raibacher Kirche. Der Wellenbalken im unteren Teil steht redend für den Ortsteil Breitenbach.

## Wirtschaft und Infrastruktur

### Bioenergiedorf
Der Ort ist das erste und derzeit einzige Bioenergiedorf im Odenwaldkreis. Im Jahr 2008 wurde eine zentrale Hackschnitzel-Heizanlage in Betrieb genommen und über die Rohre eines etwa 8 km langen Nahwärmenetzes werden ca. 130 Haushalte, 2 Schulen inklusive Turnhalle sowie ein Hallenbad mit Wärme versorgt.
Eine Machbarkeitsstudie wurde im Mai 2006 fertiggestellt.
Am 2. Juli 2006 wurde eine Genossenschaft (Bioenergiedorf Breuberg/Rai-Breitenbach e. G.) gegründet, welche die Planung, Umsetzung und den Betrieb der Bioenergie-Heizanlage zu ihren Aufgaben zählt.
An der Genossenschaft sind die Gemeinde, der Landkreis sowie Bürger beteiligt.
Die Bauarbeiten am Biomasseheizkraftwerk begannen am 5. November 2007, am 9. August 2008 wurde es bei einer feierlichen Einweihung seiner Bestimmung übergeben. (Gesamtkosten 3,2 Millionen Euro, dies entspricht 4500 Euro pro Einwohner)
Probleme dieser Anlage:
Es gab eine eigentlich zu hohe Vorfinanzierung, wodurch die Abschreibung niedriger ist als die Tilgung.
Es wird mit der Anlage auch Brauchwasser für die angeschlossenen Gebäude erhitzt, dadurch muss einer der beiden Öfen (mit 500 kW Leistung) für ca. 180 kWh Warmwasserzeugung auch im Sommer laufen.

## Persönlichkeiten
- Klaus Teuber (1952–2023), Spieleautor, Erfinder der Siedler von Catan; geboren in Rai-Breitenbach